# ایندیا مور
ایندیا مور (به انگلیسی: Indya Moore) (زاده ۱۷ ژانویهٔ ۱۹۹۵) بازیگر، مدل آمریکایی است.
او یک زن ترنس است.
از کارهایی که وی در آن نقش داشته‌است می‌توان به مجموعه تلویزیونی ژست و فیلم‌های راهنمای شکار هیولا، اتاق فرار ۲، نیمونا و آکوامن ۲ اشاره کرد.